# Peyo
Vous lisez un « bon article » labellisé en 2013.
Peyo, pseudonyme de Pierre Culliford, né le 25 juin 1928 à Schaerbeek (province de Brabant) et mort le 24 décembre 1992 à Bruxelles (région de Bruxelles-Capitale), est un auteur belge francophone de bande dessinée, principalement connu pour les séries Les Schtroumpfs, Johan et Pirlouit, Benoît Brisefer, Jacky et Célestin et Poussy.
Après une courte expérience de dessinateur dans un studio de dessin animé belge, il débute dans la bande dessinée après guerre en plaçant des planches dans plusieurs quotidiens, comme Poussy qui paraît dans Le Soir. Il entre au journal Spirou au début des années 1950 et y reprend son personnage du page Johan, bientôt rejoint par Pirlouit qui va faire de Peyo l'un des piliers de l'hebdomadaire. En 1958, il crée dans l'histoire La Flûte à six trous des petits lutins bleus qu'il nomme Les Schtroumpfs et qui vont rapidement supplanter Johan et Pirlouit, au point qu'il devra abandonner ces derniers.
Au début des années 1960, il fonde un studio pour accueillir ses assistants comme François Walthéry, Gos ou encore Marc Wasterlain et crée les séries Benoît Brisefer et Jacky et Célestin. Au début des années 1970, la production de Peyo va beaucoup diminuer. D'abord parce qu'en 1975, sort au cinéma le film animé La Flûte à six schtroumpfs adapté de l'un de ses albums et dans lequel il s'est beaucoup investi. Puis au début des années 1980, c'est la télévision américaine qui adapte Les Schtroumpfs en série animée, ce qui occupe beaucoup Peyo malgré ses problèmes de santé récurrents. Peu après l'aventure américaine, il quitte les éditions Dupuis et Spirou pour fonder sa maison d'édition, Cartoon Creation, et son journal, Schtroumpf !, qui sont rapidement fermés à la suite de problèmes de gestion. En 1992, il rejoint les éditions Le Lombard, mais meurt quelques mois plus tard.

## Biographie

### Jeunesse (1928-1943)

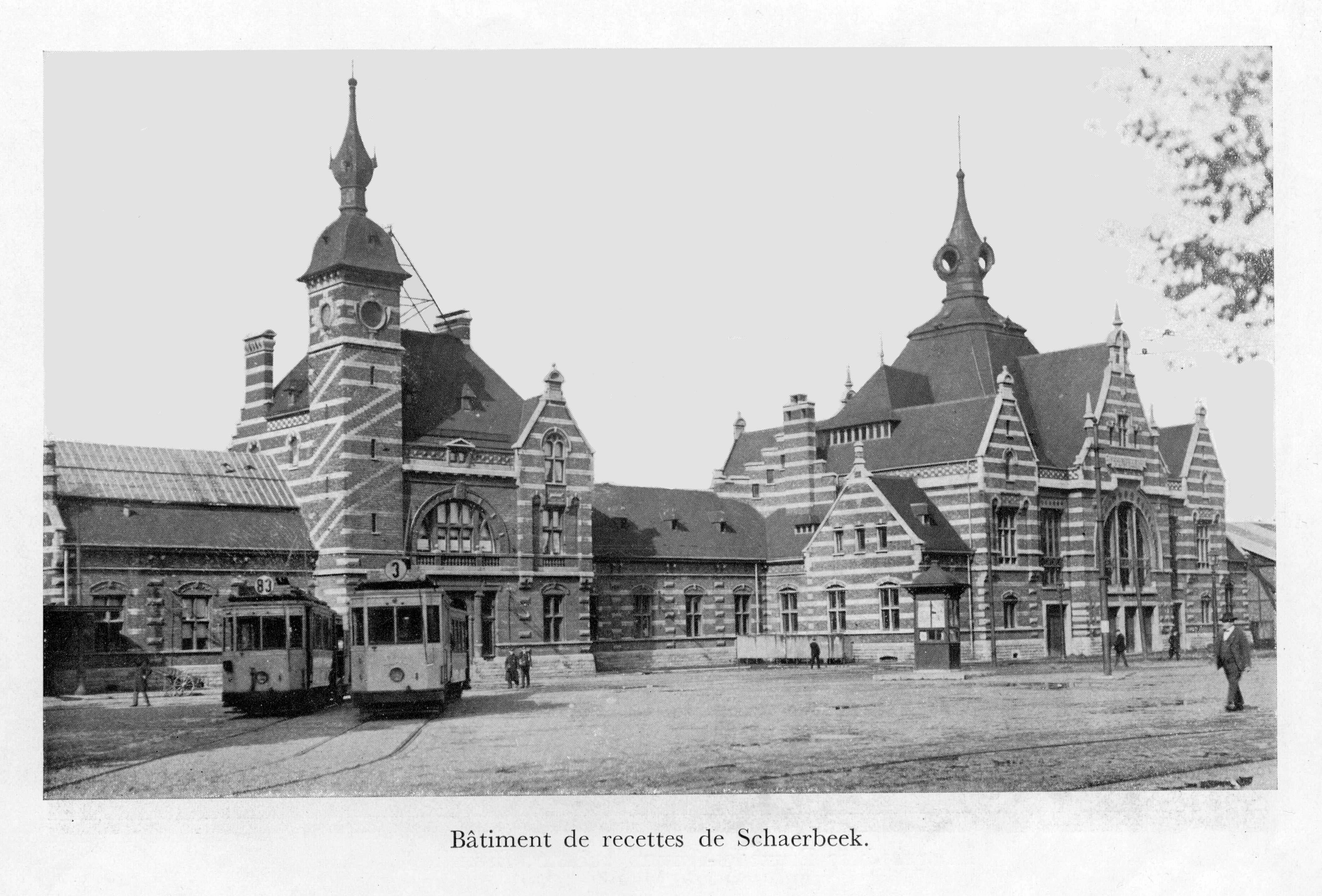
La gare de Schaerbeek dans les années 1920.

Pierre Culliford naît le 25 juin 1928 à Schaerbeek, une commune de la région de Bruxelles-Capitale. Son père Richard Culliford, agent de change, vient d'une famille anglaise, mais a choisi la nationalité belge à sa majorité. Parmi ses ancêtres, il compte notamment le pirate Robert Culliford. Sa mère Marguerite Marie Kulinckx, femme au foyer, vient de Saint-Josse-ten-Noode. Il est le troisième enfant du couple qui s'installe dans une vie de bourgeois bruxellois avec un père absorbé par ses affaires et qui voit peu ses enfants. La seule activité familiale immuable est la messe du dimanche matin ; néanmoins, la famille possède un projecteur qui permet d'organiser des séances de cinéma privées où les enfants découvrent les stars du muet. Il y a aussi une grande bibliothèque où le jeune Pierre dévore les albums de Tintin, surtout Les Cigares du pharaon et Le Lotus bleu, les revues comme Le Journal de Mickey ou Robinson, les séries américaines, mais aussi les contes, notamment Lettres de mon moulin. Il ne brille pas vraiment dans les études, sauf en histoire et se fait plus remarquer par ses qualités sportives. Très tôt, il se trouve une passion pour raconter des histoires en montant de petits spectacles lors des réunions familiales.
À l'âge de sept ans, il perd son père, qui meurt d'une maladie qui sera identifiée plus tard comme une myopathie. Après ce drame, la famille Culliford se renferme sur elle-même, mais sans toutefois avoir de problèmes d'argent. À l'Institut Saint-Louis, où il fait ses études, Pierre découvre le théâtre et le chant, mais il ne montre pas de talent particulier pour le dessin et il décroche même de mauvaises notes en cours,. En mai 1940, l'Allemagne envahit la Belgique pourtant neutre. Des milliers de Belges fuient en France, mais la famille Culliford décide de rester à Bruxelles malgré l'occupation et l'aîné de la famille, Walter, rejoint la résistance. Pendant ce temps, les ressources de la famille s'amenuisent et Pierre doit abandonner ses études à Saint-Louis pour suivre une formation professionnelle. N'étant pas doué de ses mains, il redouble sa première année, puis change d'école lors de sa deuxième année pour une classe de cinquième moderne à l'Athénée Adolphe Max. Il ne peut toutefois rattraper son retard dans plusieurs matières et abandonne ses études à quinze ans.

### Débuts artistiques (1943-1954)

#### Un artiste qui se cherche (1943-1946)
Obligé de gagner sa vie, Pierre décroche un poste d'assistant-projectionniste au cinéma Mirano, un travail dur et ingrat où il faut transporter de lourdes bobines ou encore recoller celles qui cassent. La déception est d'autant plus forte qu'avec l'occupation, les films américains ne sont plus au rendez-vous et le cinéma diffuse le plus souvent des films de propagande allemands. Néanmoins, le jeune Pierre gardera en mémoire quelques films qui le marqueront, comme Les Aventures fantastiques du baron Münchhausen ou Les Visiteurs du soir. Après une année, il quitte son emploi et multiplie les petits boulots. Lors de l'été 1945, il répond par hasard à une annonce du studio CBA, qui depuis la guerre produit des dessins animés. La CBA l'engage alors comme gouacheur. Il y rencontre notamment André Franquin, Morris ou encore Eddy Paape. Il travaille sur le court-métrage d'animation intitulé Le Cadeau de la fée, mais celui-ci ne sera jamais terminé, car le studio ferme ses portes peu après, laminé par la concurrence des films d'animation américains qui sont de retour après cinq ans d'interdiction pendant la guerre. Tandis que ses collègues rejoignent les éditions Dupuis pour y faire de la bande dessinée, Pierre reste sans emploi, car ses talents de dessinateur sont limités face à eux, et le personnage vivant au Moyen Âge qu'il a créé reste pour l'instant dans les cartons.
Pour combler son déficit artistique, Pierre s'inscrit à l'Académie royale des beaux-arts de Bruxelles. Il y reste trois mois, mais est peu convaincu par l'enseignement qu'il y reçoit. Il commence alors une carrière dans la publicité et multiplie les petits contrats avec différentes marques pour dessiner des affiches. Comme sa famille est dépourvue de moyens financiers et que sa mère est veuve, il est exempt de service militaire, ce qui le rend fou de rage. Heureusement, il rencontre alors sa future femme, Janine, surnommée Nine, en novembre 1946. Cette même année, il est recalé par le futur journal Tintin avec une série sur le scoutisme.

#### Début dans la bande dessinée (1946-1951)
Pierre, surnommé Pierrot par sa famille, qui devient Peyo (surnom qui vient de l'un de ses petits cousins qui ne parvenait pas encore à prononcer les « r » et qui l'appelait « Peyo-ot »), publie sa première planche en 1946 dans Riquet, le supplément jeunesse du quotidien L'Occident. Cette première série, qui s'intitule Pied-Tendre, raconte les aventures d'un jeune Amérindien. Dans le même temps, il crée une série sur le scoutisme, Puce, qui sera publiée par la suite dans le journal scout Mowgli, et une série à suivre, Les Enquêtes de l'inspecteur Pik, dans la revue du magasin Bon Marché. Le graphisme de cette série est inspiré par Hergé et les bandes dessinées américaines, mais la série s'arrête rapidement en plein récit. Le 11 avril 1946 paraît dans le quotidien La Dernière Heure une bande muette en quatre cases d'un petit page blond intitulée Les Aventures de Johan. Peyo a réussi à entrer dans le grand quotidien bruxellois par l'intermédiaire d'une amie de la chorale qui connaissait le responsable de la page jeunesse. Une deuxième bande est publiée en août et une troisième en septembre. Au début de l'année 1947, son petit page vit deux aventures à suivre, de quelques planches. C'est la première fois que Peyo peut réellement mettre en place son univers et tenter de développer ses personnages. Malgré toute sa bonne volonté, le dessin n'est pas très développé et les idées encore extrêmement basiques. L'année suivante, il s'essaie à l'univers de la piraterie avec la série Capitaine Coky. Lucide sur ses lacunes graphiques, il redessine chaque planche trois ou quatre fois pour bien dynamiser ses scènes de combat, mais cette série ne trouve pas preneur auprès des éditeurs.
En 1949, entre deux commandes publicitaires, il s'essaye au gag en une demi-planche avec Poussy, le chat. Cette série, publiée dans le prestigieux quotidien Le Soir, démontre que Peyo a passé une étape graphique et que son dessin a gagné en maturité. Le chat revient environ une fois tous les quinze jours dans les pages jeunesse du journal. Parallèlement, il relance le personnage de Johan dans les pages de ce quotidien. Il avait abandonné le petit page après la suppression des pages jeunesse dans La Dernière Heure et cette reprise est un remake qui reprend un scénario semblable à celui qu'il avait déjà utilisé quatre ans auparavant. Néanmoins, le découpage et le dessin sont nettement meilleurs et démontrent que Peyo commence à acquérir une certaine maîtrise de la bande dessinée. D'ailleurs, il songe de plus en plus à abandonner la publicité pour devenir auteur à plein temps.

#### Entrée àSpirou(1951-1954)

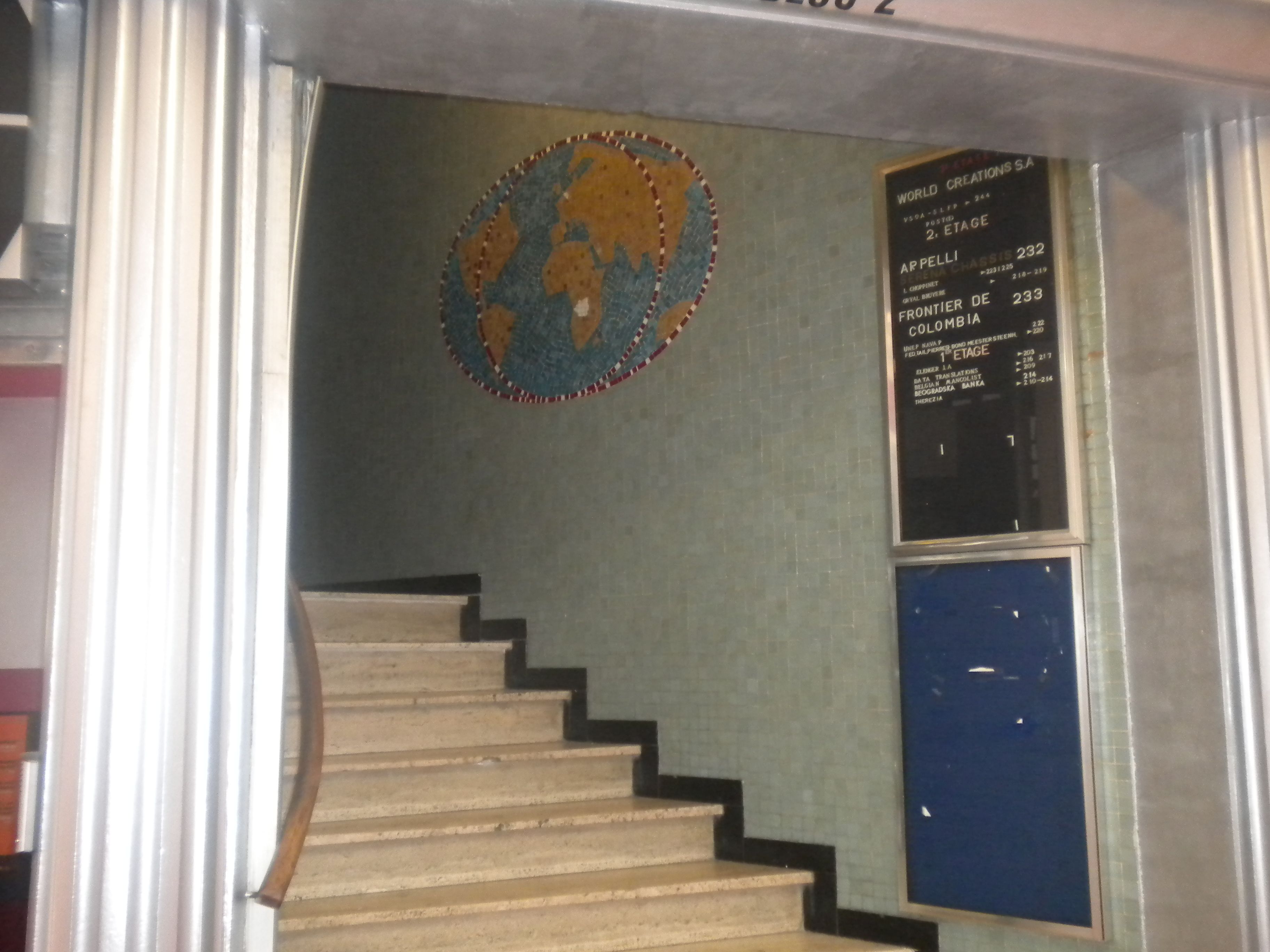
Entrée des anciens locaux des éditions Dupuis et de la rédaction du journal Spirou dans la Galerie du Centre à Bruxelles.

À la fin de l'année 1951, Peyo rencontre par hasard son ancien collègue de chez CBA, André Franquin, qu'il avait perdu de vue depuis des années. Depuis la fin de CBA, André Franquin est devenu un pilier du journal Spirou, où il anime la série vedette Spirou et Fantasio. Peyo lui apprend qu'il essaye depuis plusieurs années d’entrer à Spirou mais que son dessin n'est pas jugé assez mûr par l'éditeur. Franquin, bien qu'il trouve maladroit le dessin de son ex-collègue, est touché par l'envie sincère de Peyo de faire de la bande dessinée. Il soumet alors lui-même les dessins de Peyo aux éditions Dupuis. Grâce à son appui, Peyo est engagé quelques jours plus tard, mais il doit encore livrer une histoire au Soir. Elle s'intitule L'Attaque du château et comporte sept planches publiées de janvier à avril 1952. Peyo gagne de l'assurance, il joue avec le noir et blanc et dessine même un combat à l'épée.
Pour Spirou, Peyo réutilise son petit page, l'affublant d'une chevelure noire. Le changement majeur est que désormais Peyo doit publier ses histoires à un rythme hebdomadaire et les traiter en 44 planches. Heureusement, il peut compter sur les conseils d'André Franquin pour améliorer sa production. Peyo refait les quatre premières planches de sa première histoire, Le Châtiment de Basenhau. Cette première histoire est publiée dans Spirou no 752 au no 794. Elle est marquée par un incident, la planche numéro dix étant censurée par l'éditeur. Elle montrait une scène de torture où un troubadour est soumis à la question en étant forcé de boire plusieurs litres d'eau. Cette planche ne sera jamais publiée dans les éditions de l'album. Avec cette histoire, Peyo a énormément amélioré son trait et a gagné une forte confiance, au point qu'il n'hésite pas à dessiner une grande scène de bataille pour le dénouement.
Du côté de sa vie privée, Peyo épouse Nine le 9 juin 1951 et quitte la maison familiale pour s'installer à Uccle au premier étage de la maison de ses beaux-parents. Il parvient à convaincre son épouse de quitter son emploi de mécanographe pour s'occuper de la mise en couleur des planches. Deux mois après la fin de la publication de la première histoire s'enchaîne la deuxième, intitulée Le Maître de Roucybeuf. Si le scénario n'est pas très original, l'humour et le sens du découpage, caractéristiques de son œuvre, sont déjà au rendez-vous. Ses personnages secondaires gagnent aussi en consistance, comme la sorcière Rachel. La publication de sa deuxième histoire prend fin en mars 1954. Cette même année, les deux histoires sont publiées sous forme d'album broché, signe du petit succès de la série auprès des lecteurs.

### Début du succès (1954-1958)
Pour la troisième histoire de sa série Johan, Peyo ressort un scénario qu'il a déjà utilisé trois fois auparavant, l'enlèvement de la Princesse par un Seigneur, mais cette fois il doit développer son scénario sur une histoire longue. Il a alors l'idée d'ajouter à son héros un faire-valoir comique. À l'issue d'une longue recherche de personnage, il choisit un adulte de petite taille, qui semble plus âgé que Johan, et qu'il baptise « Pirlouit ». Ce personnage inspire le titre de l'histoire Le Lutin du Bois aux Roches qui débute sa publication dans le journal Spirou à l'été 1954. Preuve que Peyo commence à avoir un certain sens du scénario, il ne dévoile pas tout de suite sa création mais attend plusieurs planches en ménageant le suspense. Cette nouveauté dans la série permet à Peyo de développer sur la longueur son idée de scénario plutôt basique. Par la suite, Peyo considéra cette histoire comme le véritable démarrage de sa carrière d'auteur de bande dessinée. Après cette histoire, la pagination du journal change et les séries à suivre comme Johan et Pirlouit paraissent au rythme de deux planches par semaine, contre une auparavant. Les interruptions entre deux histoires sont du coup rallongées à environ six mois.
Pirlouit, qui au départ est prévu pour un seul épisode, s'impose naturellement comme l'acolyte de Johan, vu son succès auprès des lecteurs. Il fait donc son retour dès l'histoire suivante, intitulée La Pierre de Lune. Dans cette histoire, et pour la première fois dans son œuvre, Peyo travaille beaucoup sur la personnalité du méchant, qui jusqu'alors était peu développée. Avec le Sire de Boustroux, Peyo a un nouveau problème avec la censure. Le déguisement utilisé étant jugé trop impressionnant par l'éditeur, celui-ci demande à Peyo de le modifier. Ce personnage est aussi le seul que Peyo fait mourir dans son œuvre. Un nouveau personnage, qui va devenir récurrent, fait sa première apparition dans cette histoire, l'enchanteur Homnibus.
Petit à petit, Peyo est devenu l'un des auteurs les plus en vue du journal Spirou. Le quotidien Le Soir le contacte alors pour être l'un des auteurs du supplément pour les jeunes qui doit être relancé. Peyo ressort des cartons son chat Poussy qu'il n'utilise plus depuis son entrée chez Dupuis quelques années auparavant. Chaque semaine, il doit livrer une demi-planche de son chat en plus de Johan et Pirlouit. Mais Peyo dessine lentement et ce nouveau projet l'occupe beaucoup, d'autant plus qu'il doit trouver une idée de gag chaque semaine. De plus, en 1955, les éditions Dupuis lancent un nouvel hebdomadaire Risque-Tout et les auteurs de Spirou sont impliqués dans le projet. Peyo livre plusieurs histoires de quatre planches dans lesquelles apparaissent ses personnages fétiches et il scénarise aussi des histoires courtes du Marsupilami pour André Franquin. Le journal disparaît néanmoins après un an d'existence et Peyo retient de cette expérience que le format d'histoire courte ne convient pas à ses personnages. À la Noël 1955, deux événements surviennent dans sa vie, la naissance de son fils Thierry et la production d'un conte illustré avec André Franquin, Mathieu, le petit bossu, publié dans le spécial Noël du journal, preuve que Peyo est désormais l'un des piliers de l'hebdomadaire.
En 1956, Peyo réalise une planche d'une série de science-fiction humoristique intitulée Mars contre Terre, pour un projet de magazine lancé par Jean-Michel Charlier, mais le projet tourne court pour des raisons financières et cette histoire ne dépassera jamais le stade d'une planche. Dans le même temps, la nouvelle histoire de Johan et Pirlouit, Le Serment des Vikings, commence sa publication dans Spirou. C'est une histoire agrémentée de nombreuses scènes de bagarre et de récits historiques sur les Vikings qui obligent Peyo à se documenter sur le sujet. Cet épisode démontre que Peyo possède désormais une très grande maîtrise du graphisme et du découpage, bien que l'histoire manque de fantaisie. Sur ce point, il se rattrape dès l'épisode suivant La Source des dieux, dont la publication débute deux mois plus tard. Considérée presque comme l'une des premières histoires d'Heroic fantasy de la bande dessinée franco-belge, elle est agrémentée de gags qui rythment bien le récit et met en scène deux héros dont la personnalité est plus complexe qu'il n'y paraît au premier abord. Lors du spécial Noël 1956, c'est un récit de Johan et Pirlouit qui est mis à l'honneur.
Peyo enchaîne rapidement avec La Flèche noire, qui commence sa publication dès le 3 janvier 1957. Cette histoire frappe par deux changements. Le premier est le lettrage qui passe de la majuscule à la minuscule scripte, laquelle lui paraît plus compréhensible auprès des très jeunes lecteurs qui apprennent à lire avec ce type de lettres. La deuxième innovation est la fin du découpage de la planche en gaufrier qui divisait la planche en douze cases égales. Désormais, Peyo n'hésite plus à agrandir les cases en fonction de l'action. À peine cette histoire est-elle terminée qu'un mois et demi plus tard débute Le Sire de Montrésor où Peyo aborde les thèmes de la substitution d'identité et du bien et du mal, avec un Pirlouit qui devient malhonnête afin de déjouer des plans criminels.

### Un auteur connu et reconnu (1958-1963)

#### Les Schtroumpfs et la salière (1958-1959)
Depuis son arrivée chez Spirou, Peyo est devenu très ami avec celui qui lui a permis d'y être engagé, André Franquin. Les deux collègues et leurs femmes ne manquent pas une occasion de passer du temps ensemble lors des vacances ou pour un repas. C'est au cours de l'un de ces repas en 1957 qu'ils inventent le mot « Schtroumpf ». Peyo veut demander la salière, mais le mot ne lui revient pas et il le remplace par « Schtroumpf ». André Franquin saisit l'occasion et lui répond « Tiens, voilà ton schtroumpf » et la soirée a continué en rigolades et en « Schtroumpf ». Le langage Schtroumpf est né, mais pour l'instant il n'est pas encore question de l'utiliser dans une bande dessinée. Alors que l'histoire Le Sire de Montrésor est encore en cours de publication dans l'hebdomadaire, il livre pour le spécial Noël une histoire courte de deux planches Les Anges et signe une histoire intitulée Une étoile pour le Prince avec un jeune débutant, Jean Roba.
En ce début d'année 1958, Peyo réfléchit au scénario de la nouvelle histoire de Johan et Pirlouit. Son idée est d'utiliser les mauvais talents musicaux de Pirlouit, un peu comme dans le conte Le Joueur de flûte de Hamelin. Il a pour idée de départ de mettre dans les mains de Pirlouit une flûte enchantée. L'histoire, qui commence sa publication en mai 1958 seulement trois semaines après la fin du récit précédent, a pour titre La Flûte à six trous. Comme prévu, l'ouverture de l'histoire multiplie les gags de Pirlouit et sa flûte magique qui fait danser tous ceux qui l'entendent. Ce début d'histoire est permis, car Peyo, avec l'accord de Dupuis, est désormais passé au format soixante planches et non plus quarante-quatre comme auparavant. Dans la suite de son histoire, il a l'idée d'intégrer les créateurs de cette fameuse flûte et de réutiliser les petits lutins roses coiffés d'un bonnet à fleur dont il s'était servi pour une ébauche de court-métrage d'animation pendant son passage chez CBA. Pour les nommer, il a l'idée de ressortir le mot qui l'avait bien amusé avec André Franquin quelques mois auparavant. C'est Nine, sa femme, qui a l'idée d'utiliser du bleu pour colorier ses petites créatures.
La découverte de ces nouveaux personnages par les lecteurs se fait progressivement. Tout d'abord des yeux qui observent les héros, puis le langage Schtroumpf est dévoilé, ensuite une main bleue et enfin les personnages apparaissent aux lecteurs. En quelques planches, Peyo réussit à ménager un vrai suspense avec ses lutins et démontre une maîtrise parfaite de son art. Les Schtroumpfs ne font pas tout de suite l'unanimité chez l'éditeur, toujours inquiet que la censure française puisse frapper le journal, car le langage schtroumpf est notamment pointé du doigt. Peyo doit le rassurer en affirmant que cette création est éphémère et va être utilisée durant quelques planches seulement, le temps pour les personnages de construire une nouvelle flûte enchantée. Sur un plan plus personnel, cette même année voit la naissance de son deuxième enfant, Véronique.
Dans le spécial Noël, il fournit un conte, illustré par Morris, intitulé Le Violon Magique. Dans le même temps, il crée un nouveau personnage prénommé François pour le mensuel scout Seeonee. La nouvelle histoire de Johan et Pirlouit, commence sa publication en avril 1959 et a pour titre La Guerre des sept fontaines. Elle aborde le thème de la vie après la mort. L'utilisation de la magie dans la première partie du récit va contraindre Peyo à réutiliser des personnages tirés d'autres épisodes. Comme l'enchanteur Homnibus a déjà été utilisé, il va rechercher la sorcière Rachel et le Grand Schtroumpf, rompant sa promesse que les Schtroumpfs étaient la création d'une seule histoire. C'est aussi dans ce récit que Peyo a dessiné l'une des scènes les plus compliquées de sa carrière en animant toute une foule dans une scène de bagarre.

#### Mini-récit pour mini-personnage (1959-1960)
Au départ, Les Schtroumpfs étaient prévus pour une seule histoire, mais la rédaction, en lisant le courrier des lecteurs, doit se rendre à l'évidence qu'ils ont marqué le lectorat du journal Spirou. Dès lors, pour le rédacteur en chef Yvan Delporte, il est intéressant de les réutiliser. Deux ans auparavant, pour le no 1000, une petite histoire à monter soi-même avait été offerte aux lecteurs pour leur permettre d'avoir un petit album. Yvan Delporte a l'idée de ressortir cette idée du placard pour y placer les petits personnages de Peyo. Il calcule qu'en pliant trois feuilles d'une certaine façon on obtient un album miniature de quarante-huit planches. Les mini-récits sont nés et vont rapidement dépasser le cadre des Schtroumpfs, puisque la majorité des auteurs de Spirou vont produire leur histoire. C'est en juillet 1959 que paraît le premier mini-récit avec l'histoire Les Schtroumpfs noirs où les Schtroumpfs deviennent agressifs lorsqu'ils sont mordus par la mouche Bzz. Pour accepter l'idée des mini-récits, Peyo a demandé à Yvan Delporte de l'aider dans la rédaction du scénario. Celui-ci est écrit lors de séances de brainstorming où Yvan Delporte note toutes les idées et les reprend ensuite pour les adapter aux planches. Entre Johan et Pirlouit, Poussy et maintenant Les Schtroumpfs, Peyo commence à être complètement débordé de travail et c'est avec joie qu'il accepte, sur proposition de Charles Dupuis, la venue d'un jeune assistant nommé Gérard Deuquet. Celui-ci participe au dessin des décors et au lettrage. Il apprend si vite que Dupuis l'autorise à produire son propre mini-récit intitulé La Vache de Quattres sous l'œil bienveillant de Peyo qui conseille le jeune auteur pour son récit. L'histoire Les Schtroumpfs noirs est rapidement adaptée en court-métrage d'animation par TVA Dupuis et diffusée sur la télévision belge, sans que Peyo ne s'implique dans l'aventure.

#### Encore une nouvelle série:Benoît Brisefer(1960-1963)
En 1960, Peyo devient un auteur de plus en plus reconnu et Charles Dupuis prend conscience du potentiel commercial de son auteur. De plus, un nouveau journal lancé en France et intitulé Pilote n'hésite pas à faire travailler des auteurs sous contrat avec Dupuis. Ce dernier va prendre conscience de cette situation et désormais choyer ses auteurs pour qu'ils ne travaillent plus avec la concurrence. Il souhaite que la série de gags Poussy, publiée dans Le Soir, rejoigne les pages du journal Spirou. Peyo accepte, mais ne veut pas laisser en plan le quotidien qui lui a donné sa chance avant Dupuis et imagine une série de substitution sur un enfant doté d'une force surhumaine, mais qui perd sa force chaque fois qu'il attrape un rhume. Il le baptise Benoît Brisefer. Charles Dupuis a rapidement vent du projet et souhaite que cette nouvelle série paraisse dans Spirou. Pour Le Soir, Peyo crée alors deux personnages adolescents aventureux qu'il appelle Jacky et Célestin. Peyo a deux nouvelles séries sur les bras et ne peut plus suivre le rythme, il contacte alors Will pour s'occuper du dessin de Jacky et Célestin. Will, qui vient de quitter son poste de directeur artistique chez Tintin et n'est pas pressé de reprendre sa série Tif et Tondu, accepte la proposition de Peyo. Il réalise aussi les décors de la première aventure de Benoît Brisefer, intitulée Les Taxis rouges, qui commence sa publication dans Spirou en décembre 1960, dans le spécial Noël, et qui est une version modernisée du thème du gendarme et du voleur. Cette série permet à Peyo de sortir de l'univers du fantastique et du Moyen Âge pour traiter un univers contemporain et raconter des histoires différentes. Malgré l'aide de Will, Peyo devient connu dans la rédaction pour être toujours en retard avec ses cinq séries qu'il mène de front, en plus des illustrations et des couvertures qu'il doit livrer pour Spirou et les journaux scouts auxquels il collabore régulièrement. Il n'est alors pas rare qu'il livre une planche en pleine nuit directement à l'imprimerie à Marcinelle.
En août 1960, L'Anneau des Castellac, la nouvelle histoire de Johan et Pirlouit, commence sa publication dans Spirou. Malgré ses nombreuses séries en cours, Peyo refuse d'être aidé pour produire sa série vedette. Le sujet, l'affrontement de deux héros pour rétablir un seigneur déchu, a déjà été traité dans l'histoire Le Sire de Montrésor, mais cette fois Peyo supprime toute référence à la magie et au merveilleux. Les Schtroumpfs n'y font pas d'apparition, pourtant ce sont eux que le public réclame et, malgré une histoire réussie, Peyo doit se rendre à l'évidence qu'il ne peut plus se passer des lutins bleus créés trois ans auparavant. Il se rattrape dans l'histoire suivante, Le Pays maudit, où Les Schtroumpfs sont au centre de l'histoire, puisqu'elle aborde le thème de l'esclavagisme des lutins dans une mine de diamants. Monulf, le méchant de l'histoire, qui exploite les Schtroumpfs, vaut à Peyo une accusation d'antisémitisme puisqu'il insulte en yiddish, une idée d'Yvan Delporte. Pour la première fois, Peyo accepte une aide pour Johan et Pirlouit en la personne de Francis qui s'occupe d'encrer les décors et le lettrage des planches du Pays maudit. Il accepte aussi l'aide de Marcel Denis, mais les deux assistants ne resteront pas longtemps avec Peyo.

### Le studio Peyo (1963-1973)

#### Un irrémédiable besoin d'aide (1963-1964)

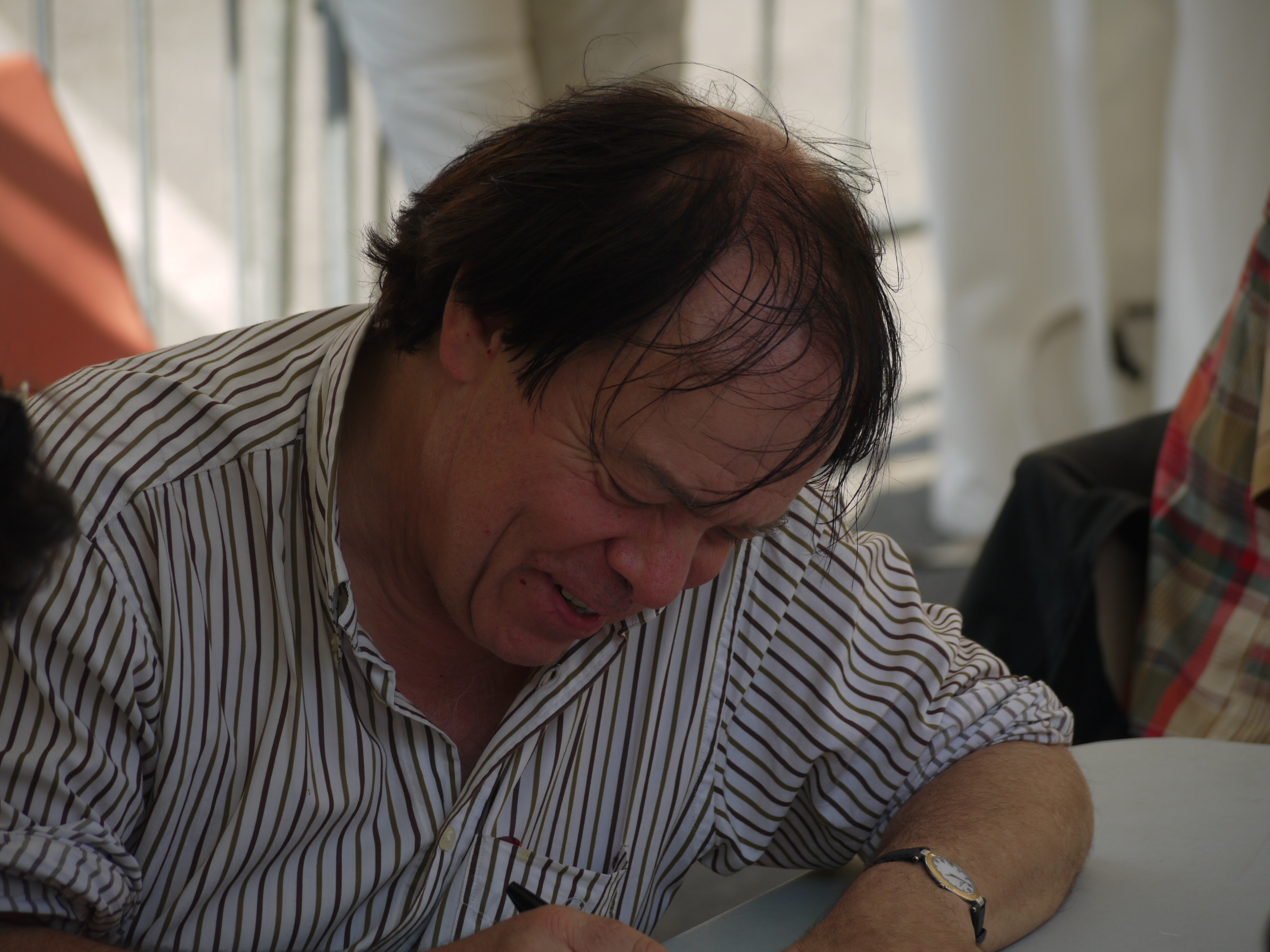
François Walthéry en 2008.

En 1963, un jeune garçon de dix-sept ans qui s'appelle François Walthéry est invité à se présenter à la rédaction de Spirou. Quelques semaines plus tôt, il a envoyé au journal une vingtaine de planches dont la qualité de certains décors a impressionné le rédacteur en chef. Celui-ci souhaite lui proposer de travailler chez Peyo pour remplacer Francis. Le garçon hésite et se donne le temps de l'été avant de donner une réponse définitive. Pendant ce temps, Peyo travaille avec Will à la suite des aventures de Benoît Brisefer avec un épisode intitulé Madame Adolphine dont l'histoire est une nouvelle fois dans l'œuvre de Peyo, un renversement de cliché puisque la vieille dame avec laquelle Benoît se lie d'amitié est en fait un robot chef de gang. Débordé, Peyo doit faire appel à ses collègues comme Jean Roba pour terminer les planches à temps. Dans le même temps, après six mini-récits, Les Schtroumpfs passent dans les pages régulières de l'hebdomadaire avec une histoire intitulée Le Schtroumpf volant créée avec l'aide d'Yvan Delporte. Peyo a aussi l'idée d'adapter les mini-récits en grand format pour les faire paraître sous forme d'album.
François Walthéry rejoint Peyo en septembre 1963. Ils commencent leur collaboration avec l'histoire Schtroumpfonie en ut, mais Peyo prend rapidement conscience que son nouvel assistant ne parvient pas à dessiner un Schtroumpf correctement. Il lui donne alors comme mission de dessiner toute une série d'instruments de musique taillés dans du bois, puisque le thème de l'histoire est la musique. François Walthéry, comme tous les assistants que Peyo aura pendant sa carrière, n'est pas un jeune en apprentissage, mais un collaborateur de Peyo et c'est pour cette raison que Peyo met tout de suite ses assistants à l'œuvre ; s'il donne des conseils, il n'est pas là pour leur apprendre le métier d'auteur de bande dessinée. Quelques semaines plus tard, il reçoit un nouvel auteur suisse âgé de dix-neuf ans qui plus tard signera Derib. Très impressionné par le talent du jeune dessinateur, il lui propose d'intégrer son atelier une fois sa nouvelle maison construite. Peyo fait en effet construire sa maison, car son appartement est désormais trop petit pour accueillir sa famille, dont les enfants deviennent grands, ainsi que ses futurs assistants.

#### Le studio Peyo ouvre ses portes (1964-1966)

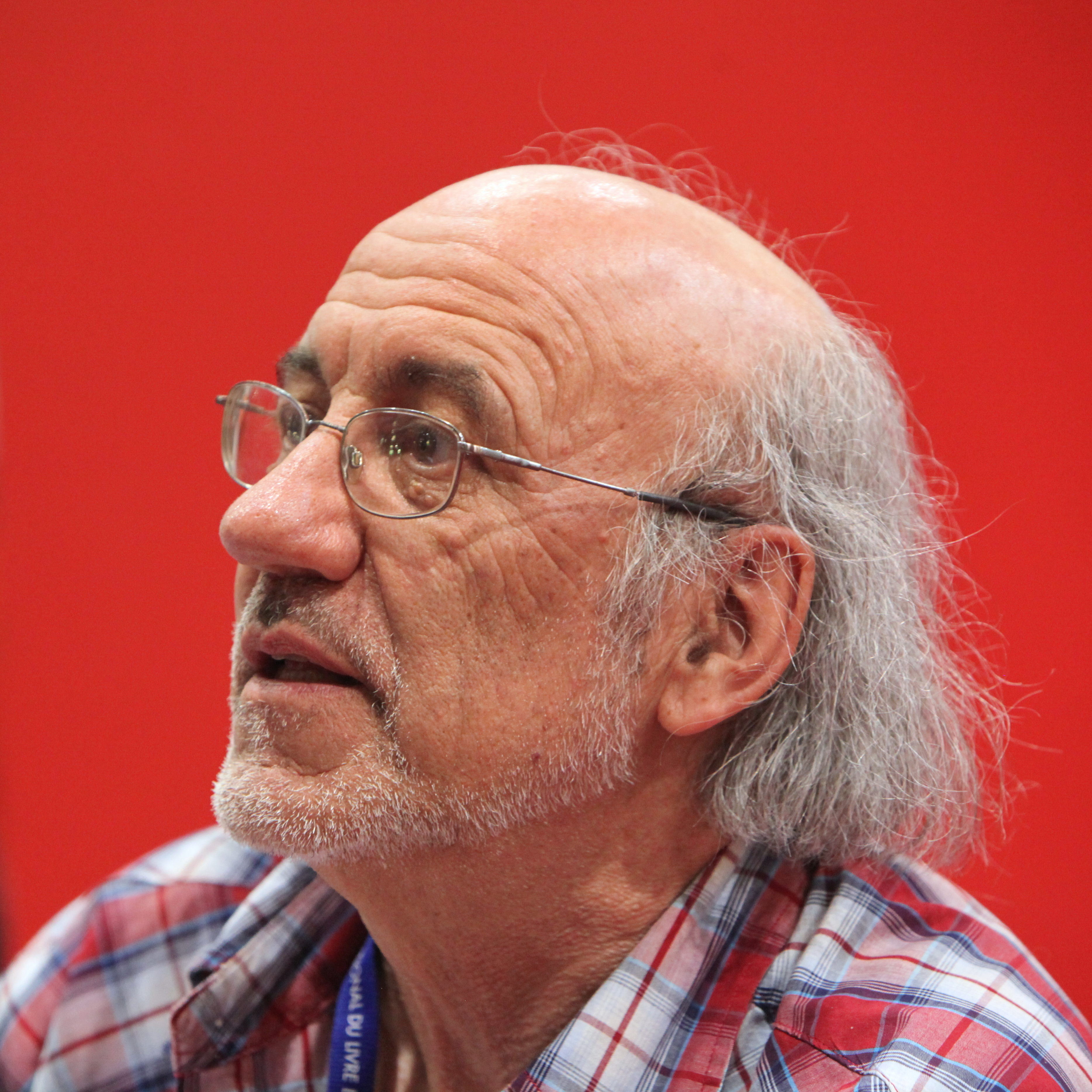
Derib en 2010.

La famille Culliford emménage dans la nouvelle maison familiale en avril 1964. Au premier étage, Peyo a conçu un espace formé de deux pièces contiguës pour travailler. La première est son bureau et la seconde comporte les tables à dessin de ses assistants. François Walthéry, qui est le seul assistant de Peyo pour l'instant, prend possession des lieux après avoir terminé l'histoire Schtroumpfonie en ut. Peyo prend conscience que l'univers des Schtroumpfs n'est pas fait pour son jeune assistant et que celui-ci a besoin de dessiner de l'action. Aussi, il lui confie sa série Jacky et Célestin, qui jusque-là était dessinée par Jo-El Azara. Comme prévu, Derib intègre ensuite le studio pour dessiner Les Schtroumpfs. Les premiers temps sont difficiles, car Peyo veut faire paraître la première grande aventure en 44 planches des Schtroumpfs et tient à être parfaitement au point. Derib passe donc trois mois à s'exercer sans être payé, car il est payé pour chaque planche qui paraît, et à recevoir des conseils durs mais justes de Peyo qui remet en cause sa technique de dessin. Cette histoire, intitulée Le Schtroumpfissime, commence sa parution dans Spirou en septembre 1964 et a pour thème la critique de la démocratie représentative, puisqu'en l'absence du Grand Schtroumpf, les Schtroumpfs élisent un remplaçant qui trahit l'ensemble de ses promesses et se mue en dictateur. C'est à partir de cette histoire que certains Schtroumpfs acquièrent, sur une idée d'Yvan Delporte, une personnalité propre comme le Schtroumpf à lunettes et le Schtroumpf farceur. Derib y réalise les décors et l'encrage tandis qu'Yvan Delporte aide Peyo pour le scénario.
Un troisième auteur rejoint le studio à mi-temps, il s'agit de Gos, qui est sous-officier la semaine et travaille chez Peyo le week-end et lors de ses congés pour acquérir les techniques du métier d'auteur de bande dessinée en dessinant des décors au studio. Après Le Schtroumpfissime, Peyo fait faire des essais à ses assistants sur la série Johan et Pirlouit, car il pense très sérieusement à redessiner entièrement l'histoire Le Lutin du Bois aux Roches. Il craint que cet album majeur soit démodé à cause de son ancien graphisme et qu'il déroute les nouveaux lecteurs habitués au graphisme des Schtroumpfs, où les personnages sont plus petits et plus ronds. Les essais ne sont finalement pas concluants et il se contente de refaire la couverture lui-même. À cette même époque, Peyo est de plus en plus sollicité pour des commandes publicitaires, qu'il accepte le plus souvent à cause de sa difficulté à dire non. Il passe deux ou trois heures par jour à s'occuper de merchandising et délaisse sa table à dessin qu'il ne rejoint qu'en fin d'après-midi pour crayonner une planche que ses assistants encrent jusqu'en plein milieu de la nuit. Peyo a de moins en moins de loisirs, à peine peut-il se détendre en pratiquant la pétanque ou le tir à l'arc dans le jardin avec ses assistants et parfois le bowling avec sa famille.
En décembre 1964, François Walthéry quitte temporairement le studio pour effectuer son service militaire, mais il peut continuer à dessiner Jacky et Célestin grâce à des supérieurs compréhensifs. En juillet 1965, Peyo, sur conseil de Charles Dupuis, engage Lucien De Gieter pour travailler l'après-midi au studio. De Gieter obtient de Peyo de pouvoir travailler sur ses propres séries le matin. Dans le même temps, Gos quitte son poste de militaire pour se professionnaliser dans la bande dessinée et il rejoint à plein temps le studio. Tous deux vont refondre le mini-récit L'Œuf et les Schtroumpfs pour l'adapter au format album. Les tâches sont bien réparties, Gos crayonne, Peyo corrige et Lucien De Gieter encre la planche, mais Peyo est de plus en plus pris par les commandes publicitaires, au point qu'à la rentrée, il ne peut livrer sa traditionnelle nouveauté dans Spirou. En octobre, pour être à nouveau présent dans le journal, il recycle le récit Pierrot et la Lampe paru quelques années auparavant dans Bonux Boy, un éphémère magazine publicitaire. Le mois suivant, Poussy passe du Soir Jeunesse à Spirou. À la fin de l'année 1965, François Walthéry revient de son service militaire et Derib repart en Suisse. Quelques semaines plus tard, Peyo confie à François Walthéry le dessin de Benoît Brisefer, tandis qu'il arrête sa collaboration avec Will, qui vient de reprendre Tif et Tondu, préférant avoir un assistant qui travaille dans son studio et ne pas faire sans arrêt des aller-retour chez son collaborateur. Cette histoire a pour titre Les Douze Travaux de Benoît Brisefer et est rédigée avec l'aide d'Yvan Delporte en reprenant la même méthode d'écriture qu'avec Les Schtroumpfs. Ce récit est un polar, contrairement à ce que le titre laisse penser, et sa publication commence dans Spirou en mars 1965. Pour la première fois, le nom de François Walthéry apparaît sur la couverture de l'album, alors que jusqu'ici Peyo utilisait son nom un peu comme une marque.
Les Schtroumpfs font leur retour la même semaine où paraît la troisième histoire de Benoît Brisefer. Elle s'intitule La Schtroumpfette et repose sur l'idée simple de placer une femme dans une communauté exclusivement masculine et d'explorer tous les problèmes qui en découlent. Cette histoire, très stéréotypée, vaut à Peyo une accusation de misogynie. Le changement de physique de la Schtroumpfette au cours de l'histoire pose un problème à Peyo au point qu'il en pleure la nuit, car il ne parvient pas à trouver le nouveau physique de son personnage alors qu'il a promis à un magazine féminin de présenter le modèle en avant-première. Dans Spirou, l'histoire est déjà en cours de parution et Peyo doit trouver des pirouettes scénaristiques pour reporter de plusieurs semaines l'apparition de la nouvelle Schtroumpfette. Après plusieurs essais, c'est finalement sur le conseil d'André Franquin, qu'il conserve l'un de ses croquis à contre-cœur. Pour la Noël 1966, il adapte le récit La Faim des Schtroumpfs paru quelques années plus tôt sous forme de mini-récit.

#### Un auteur qui manque de temps (1966-1973)

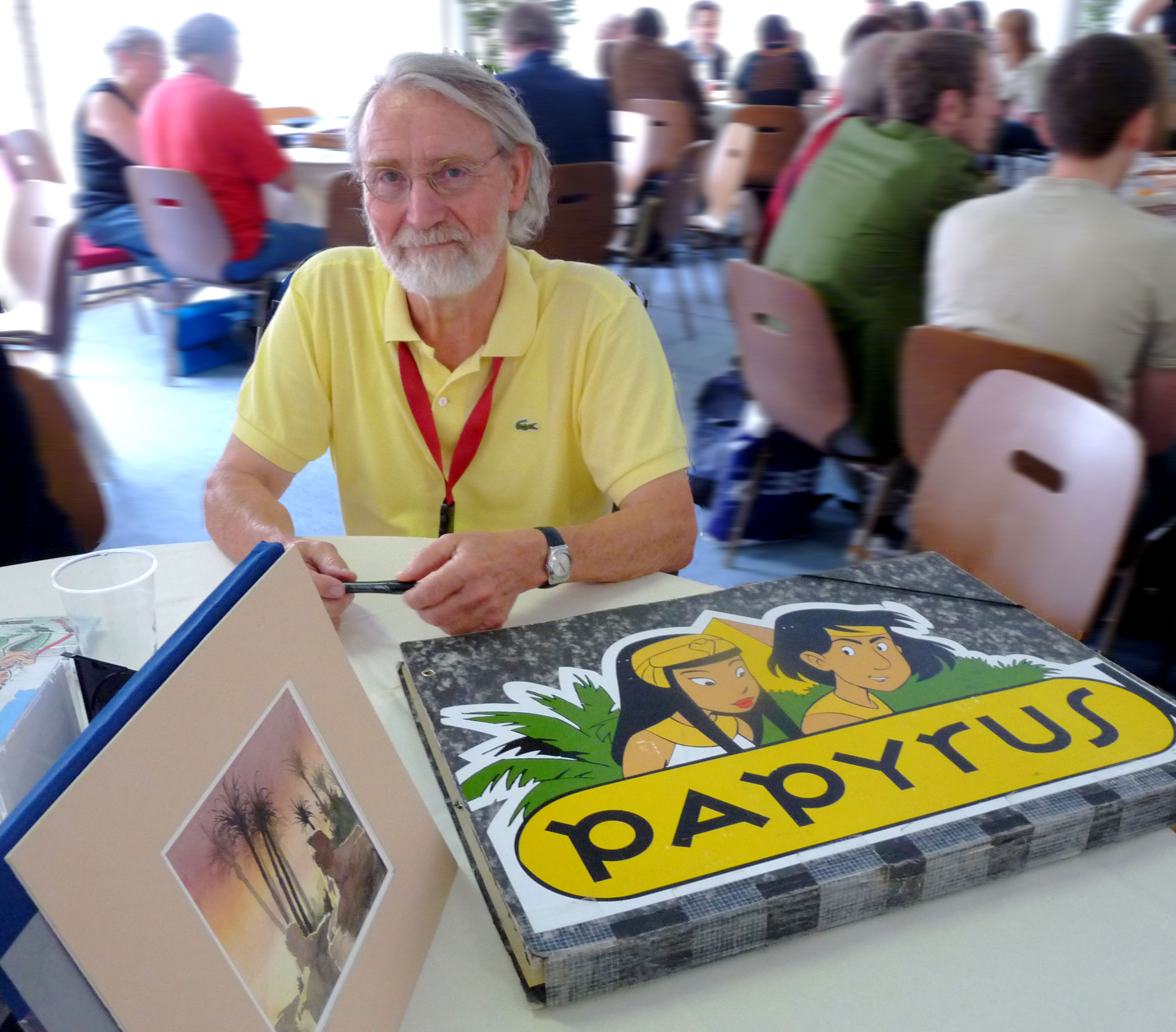
Lucien De Gieter en 2010.

En 1966, Peyo avoue ne plus avoir de temps pour faire une série d'action comme Johan et Pirlouit. Dessiner les scènes de combat prend en effet trop de temps et, trop absorbé par ses multiples séries, il ne peut s'y consacrer pleinement. Durant cette période, Kellogg's le contacte pour offrir des statuettes de Schtroumpfs dans ses boîtes de céréales dans le Benelux. Le studio Peyo crée aussi plusieurs planches gags publicitaires pour soutenir l'opération. Celle-ci est un grand succès. Après cette campagne, le fabricant des statuettes contacte Peyo pour savoir s'il doit continuer la production. Devant le refus de Dupuis de vendre des jouets, Peyo se lance seul dans l'aventure comme un homme d'affaires.
Le spécial Noël 1967 marque néanmoins le retour de Johan et Pirlouit avec l'histoire Le Sortilège de Maltrochu, mais, comme Peyo le pressentait, il ne parvient pas à tenir le rythme. Il réalise seul les sept premières planches avant d'être débordé et de demander l'aide de François Walthéry et de Gos qui encrent les crayonnés très précis de Peyo. Même André Franquin vient prêter main-forte à son ami en dessinant le château du Sire de Maltrochu. Devant la tâche, Gos lâche prise assez rapidement, alors que François Walthéry a du mal à synthétiser son trait. La parution de l'histoire doit s'arrêter en mai 1968 avec la mention « fin du premier épisode », le studio Peyo étant trop débordé pour continuer la suite pour l'instant. Graphiquement, cette histoire marque définitivement la transformation du trait de Peyo et désormais ses personnages sont, dans l'ensemble, plus petits et plus ronds.
Pendant cette période, Gos oblige presque Peyo à travailler le samedi matin sur les scénarios de ses séries afin de respecter les délais de parution. La méthode est proche de celle qu'utilise Yvan Delporte avec Peyo et permet de faire émerger Tonton Placide, la nouvelle histoire de Benoît Brisefer dessinée par François Walthéry, qui s'inspire des films d'espionnage qui triomphent à l'époque au cinéma. Ils écrivent aussi la nouvelle histoire intitulée Les Schtroumpfs et le Cracoucass qui met en scène un monstre volant créé par erreur par le Grand Schtroumpf. Le graphisme et le nom de l'oiseau ont été trouvés par André Franquin. En retour, Peyo et Gos aident l'auteur de Spirou et Fantasio, qui peine à avancer sur son histoire Panade à Champignac. Cette même année, le départ pour l'éditeur Dargaud de Morris, avec qui il est ami, marque durement Peyo. Il en va de même lors du renvoi d'Yvan Delporte de son poste de rédacteur en chef de Spirou, d'autant plus qu'une des versions de la cause de ce licenciement implique directement Peyo. Celui-ci se serait plaint aux Dupuis d'Yvan Delporte qui, dans le courrier des lecteurs, aurait donné une réponse ironique à une lettre réclamant le retour de Johan et Pirlouit. Pas rancunier, Yvan Delporte vient par la suite demander du travail à Peyo, qui lui commande des scénarios. L'année 1968 est aussi marquée par la disparition de la mère de Peyo dont il était toujours très proche.
En 1969, c'est au tour de la Biscuiterie nantaise de s'intéresser aux Schtroumpfs pour faire de la publicité en offrant un album inédit. Peyo accepte cette proposition pour pouvoir mieux toucher le marché français, mais aussi parce que les planches pourraient être facturées deux fois, une fois à BN et une autre fois à Dupuis pour une réutilisation ultérieure de l'histoire dans Spirou. Peyo écrit l'histoire, intitulée Le Cosmoschtroumpf, d'un Schtroumpf qui veut aller dans l'espace. Cette commande s'ajoute à toutes les autres et c'est au rythme d'une demi-planche à une planche par jour que l'histoire est produite avec l'aide de Gos et de François Walthéry. Dans le même temps, Lucien De Gieter est rappelé par Peyo pour reprendre une nouvelle fois la série Poussy, un an après son départ du studio. Après Le Cosmoschtroumpf, Gos, qui a pris goût au scénario, trouve l'idée de la nouvelle histoire des Schtroumpfs, Le Schtroumpfeur de pluie, mais ses rapports avec Peyo se détériorent après qu'il a demandé que son nom figurât sur la couverture de l'album comme dessinateur. Peyo accepte à contrecœur que son nom figure sur la page de titre (à l'intérieur de l'album), mais Gos est fâché et quitte le studio peu après.
Toujours cette même année, Peyo est victime d'un infarctus. Le stress et les cigarettes (il fume trois paquets par jour) en sont les causes et il lui est prescrit un repos absolu pendant six semaines, alors qu'il venait de se remettre à la deuxième partie du Sortilège de Maltrochu. Pour l'occuper, ses amis lui concoctent une histoire scabreuse de Johan et Pirlouit sous forme de cadavre exquis qui amuse énormément Peyo. Cet avertissement va faire prendre conscience à Peyo qu'il doit arrêter de fumer, mais il va compenser en mangeant beaucoup. Dans le journal Spirou, le nouveau rédacteur en chef, Thierry Martens, prend ses fonctions. Il tombe sur les planches de Natacha de François Walthéry et programme cette série au sommaire du journal pour les mois prochains. Avec sa propre série, François Walthéry commence à s'émanciper du studio pour voler de ses propres ailes. Après son problème de santé, Peyo reprend doucement Le Sortilège de Maltrochu au rythme d'une planche par semaine avec François Walthéry pour encrer. Comme il est à la recherche d'un nouvel assistant, Charles Dupuis lui envoie Marc Wasterlain, qui depuis un certain temps faisait parvenir des mini-récits au journal avec l'espoir qu'ils seraient publiés un jour. Son premier travail est de dessiner les décors de la fin du Sortilège de Maltrochu.

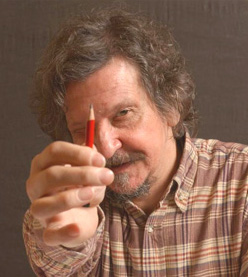
Marc Wasterlain en 2010.

En octobre 1969, les deux assistants de Peyo préparent la nouvelle histoire de Benoît Brisefer intitulée Le Cirque Bodoni, inspirée du cirque Bouglione qui a planté son chapiteau non loin du studio. Le synopsis est simple et renoue avec la fantaisie du début, alors que Benoît tente d'aider un petit cirque familial proche de la faillite. Peyo autorise François Walthéry à définir le graphisme des nouveaux personnages et ce dernier en profite pour le caricaturer sous les traits de l'homme d'affaires Choesels. Cette histoire vaut à Peyo une nouvelle accusation d'antisémitisme avec le personnage du méchant Ange Retors, caricature de l'illustrateur Michel Matagne qui a déjà collaboré à de courtes reprises avec Peyo. Michel Matagne souffre de rhumatisme articulaire, ce qui lui donne une démarche voûtée. Avec son nez aquilin et sa petite barbe, il ressemble au juif errant des clichés. Peyo ne veut pas se laisser faire et contre-attaque avec un reportage photo dans le journal Spirou, où il est expliqué comment Peyo cherche ses idées. Dans le même temps, une nouvelle commande publicitaire arrive, pour la chocolaterie Kwatta, où il s'agit de dessiner un album entier qui s'intitule L'Apprenti Schtroumpf. Le scénario écrit par Peyo seul manque de rebondissements et le format publicitaire imposé donne des planches de huit cases identiques qui manquent de consistance.
Pour promouvoir ses personnages auprès du public néerlandophone, il accepte de publier des gags en une planche des Schtroumpfs dans une revue des Pays-Bas. Il se trouve très vite débordé et peu à l'aise dans cet exercice humoristique qu'il a très peu pratiqué dans sa carrière. À la fin de l'année 1970, il recrute pour cette tache Roger Leloup qui vient du studio Hergé. Leloup travaille chez lui, mais après trois planches, il abandonne après avoir rencontré, par l'intermédiaire de Peyo, Maurice Tillieux qui l'aide à lancer sa propre série. Peyo le remplace par un jeune de vingt ans, Benn, avec qui Peyo est tellement dur qu'au bout de quelques semaines celui-ci craque nerveusement. Finalement, il revient et passe plusieurs mois à s'occuper des gags des Schtroumpfs, avant de quitter le studio pour voler de ses propres ailes. Après ce départ, la nouvelle histoire de Benoît Brisefer, intitulée Lady d'Olphine, est mise en chantier par le duo François Walthéry et Marc Wasterlain. Après cette histoire, François Walthéry, très affecté par la mort de son père, retourne s'installer dans son village aux côtés de sa mère.
En 1972, la nouvelle histoire des Schtroumpfs titrée Schtroumpf vert et vert schtroumpf prend un ton très politique. Depuis quelques années, la Belgique est touchée par des tensions entre les deux communautés linguistiques, ce qui aboutit à la création de trois régions. Peyo souffre de la division de son pays et décide de caricaturer l'actualité en créant une division linguistique dans le village des Schtroumpfs. D'un côté, les partisans du « tire-bouschtroumpf » et de l'autre ceux du « schtroumpfe-bouchon ». Pour rétablir la concorde nationale, c'est la devise belge « L'union fait la force » qui est mise à l'honneur en réconciliant les Schtroumpfs contre un ennemi commun, Gargamel, même si à la fin le conflit n'est pas complètement terminé, comme dans la réalité. Le scénario de cette histoire est écrit en coopération avec Yvan Delporte et, cette fois, les débats sont très animés. Marc Wasterlain s'occupe d'encrer l'histoire, mais après deux planches il doit se rendre à l'évidence, son trait ne correspond plus à celui de Peyo. Il a déjà commencé à s'émanciper de Peyo et à publier des histoires dans Tintin. Marc Wasterlain quitte le studio et Peyo doit trouver dans l'urgence un dessinateur pour terminer cette histoire. Il le trouve grâce à Eddy Paape, un ancien de Spirou qui s'occupe aussi d'une section bande dessinée à l'institut Saint-Luc. Ce nouveau venu s'appelle Daniel Desorgher et s'occupe immédiatement de l'encrage des Schtroumpfs. Les rapports de Peyo avec le rédacteur en chef de Spirou se dégradent progressivement et Peyo s'investit de moins en moins dans la vie de l'hebdomadaire, devenant même un temps le meneur d'une fronde contre Thierry Martens.

### Le temps de l'animation (1973-1985)

#### La Flûte à six Schtroumpfs (1973-1976)
En 1973, Peyo sympathise par hasard avec José Dutillieu, directeur de production chez Belvision. Cette maison d'animation est à l'époque l'un des studios d'animation les plus importants d'Europe. Fondée par le patron du Lombard, elle commence à se spécialiser dans l'adaptation en long-métrage de bandes dessinées franco-belges comme Astérix, Tintin ou encore Lucky Luke. José Dutillieu montre de l'intérêt pour une adaptation des Schtroumpfs en dessin animé. De son côté, Peyo est depuis longtemps intéressé par une adaptation, mais il n'a jamais été convaincu par les réalisations de TVA Dupuis, le studio d'animation de Dupuis qui s'est spécialisé dans le court-métrage pour la télévision. Malgré la rivalité qui existe entre Dupuis et Le Lombard, un contrat est signé pour une coproduction.
Après avoir longuement hésité à écrire un scénario inédit, Peyo est convaincu par José Dutillieu d'adapter La Flûte à six schtroumpfs qui a vu la création des Schtroumpfs. Le scénario est remanié par Peyo, d'abord pour présenter les personnages de Johan et Pirlouit à un public qui ne les connaîtrait pas et en second lieu pour augmenter l'importance des Schtroumpfs dans l'histoire. Peyo réalise seul le scénarimage du film, soit 1200 images qui détaillent chaque plan du film. Peyo se révèle peu à l'aise avec l'environnement sonore et s'implique peu dans le choix du compositeur, Michel Legrand, et des voix des personnages. Les paroles des chansons sont d'ailleurs écrites par Yvan Delporte seul. En revanche, il se montre un animateur judicieux et il n'hésite pas à faire recommencer les rushes si un mouvement ne lui plait pas. Au plan des décors, il laisse une grande liberté aux dessinateurs, Michel Leloup et Michel Matagne. La création du film dure deux ans et durant cette période Peyo abandonne totalement la bande dessinée. La Flûte à six schtroumpfs sort au cinéma pour Noël 1975. Il est accompagné par l'album du film dessiné en un week-end par François Walthéry et Pierre Seron sur un scénario du seul Yvan Delporte. Peyo, exténué et manquant de temps, ne peut s'impliquer dans cet album, pas plus qu'il ne peut dessiner seul l'affiche du film et se voit épauler pour ce travail par son grand ami, André Franquin.

#### Retour à la bande dessinée (1976-1979)
Peyo regagne son studio au printemps 1976. Durant son absence, Daniel Desorgher a continué de dessiner des Schtroumpfs pour différentes commandes publicitaires. Pour marquer son retour, il propose La Soupe aux Schtroumpfs, une histoire de trente planches dans la lignée du dessin animé qui vient de sortir. Elle commence sa publication dans le no 2000 du journal Spirou où elle est l'un des événements de ce numéro spécial, mais très rapidement, Peyo est une nouvelle fois accaparé par les multiples commandes qui affluent depuis la sortie de La Flûte à six schtroumpfs et le rythme de parution dans l'hebdomadaire est limité à une planche par semaine (contre quatre pour les autres séries). Pour la finir, il est contraint de rappeler François Walthéry et Marc Wasterlain, mais ses deux anciens assistants ont depuis dessiné leurs propres histoires et il est de plus en plus compliqué pour eux de se mouler dans le style de Peyo. L'histoire termine sa publication au début de l'année 1977 et le retour de Peyo sonne presque comme un échec.
Conscient qu'il ne peut pas travailler avec un seul assistant, Peyo se met à la recherche d'un nouveau dessinateur pour son studio. Il rencontre par hasard lors d'un séjour en Bretagne Albert Blesteau à qui il propose de le rejoindre à Bruxelles. Il engage aussi pour quelques semaines un ami de son fils, Frédéric Jannin, à qui il confie quelques petits travaux. Mais cette période est aussi marquée par de graves problèmes de santé. Après avoir arrêté de fumer, Peyo avait compensé en mangeant et il est victime d'une hémorragie due à un ulcère. Durant son hospitalisation, il contracte le virus de l'hépatite à la suite d'une transfusion sanguine et devient diabétique. À cause de son travail qui l'accapare et de ses ennuis de santé, il ne peut participer à l'aventure du Trombone illustré, qui réunit tout le gratin des auteurs de la bande dessinée française et belge. Il fournit juste une petite illustration d'un spationaute avec des extraterrestres et, pour la première fois depuis des années, il encre lui-même ce dessin qui sort de son univers habituel. Pour ses cinquante ans en 1978, Peyo reçoit la médaille de la Minerve d'Or des mains du président du sénat français, Alain Poher, pour « avoir utilisé la bande dessinée à la joie des enfants et aussi des adultes sans concession à la laideur et la violence ». Cette même année, paraît la nouvelle histoire de Benoît Brisefer intitulée Le Fétiche et dessinée pour la première fois par Albert Blesteau. Mais cette expérience est considérée comme un échec par Peyo qui juge cette histoire comme l'une des plus mauvaises qu'il ait faites. Quelques mois plus tard, Albert Blesteau quitte le studio pour animer sa propre série Wofi dans Spirou.
À la fin des années 1970, la publicité utilise de plus en plus la bande dessinée et Peyo avec ses Schtroumpfs va en profiter. C'est une nouvelle fois avec Le Lombard, le concurrent de Dupuis, qu'il va développer les opérations publicitaires. Son patron, Raymond Leblanc, a fondé une agence de publicité, Publiart, pour mener des campagnes publicitaires utilisant des personnages de bande dessinée, mais paradoxalement le patron de Publiart va développer beaucoup plus de campagnes publicitaires avec les personnages de Dupuis qui se prêtent plus à la réclame. Peyo est rapidement contacté pour produire une gamme de produits schtroumpfs pour la rentrée scolaire. En 1979, le Comité olympique et interfédéral belge souhaite faire des Schtroumpfs la mascotte officielle des athlètes belges aux Jeux olympiques d'été de 1980 et Coca-Cola, partenaire des Jeux olympiques, veut les utiliser pour ses produits olympiques. Un album inédit est produit pour Coca-Cola qui s'appelle naturellement Les Schtroumpfs olympiques. Cette histoire, dont le scénario est très prévisible, est une reprise moderne de la fable Le Lièvre et la Tortue. Dès le début, Peyo n'arrive pas à faire face et appelle à la rescousse François Walthéry qui vient l'aider, accompagné de Jidéhem. Ses ennuis de santé obligent Peyo à regarder de loin la création de cette histoire et, après la dernière page, il doit être transporté à l'hôpital pour un nouveau problème de santé.

#### Les Schtroumpfs en Amérique (1979-1985)

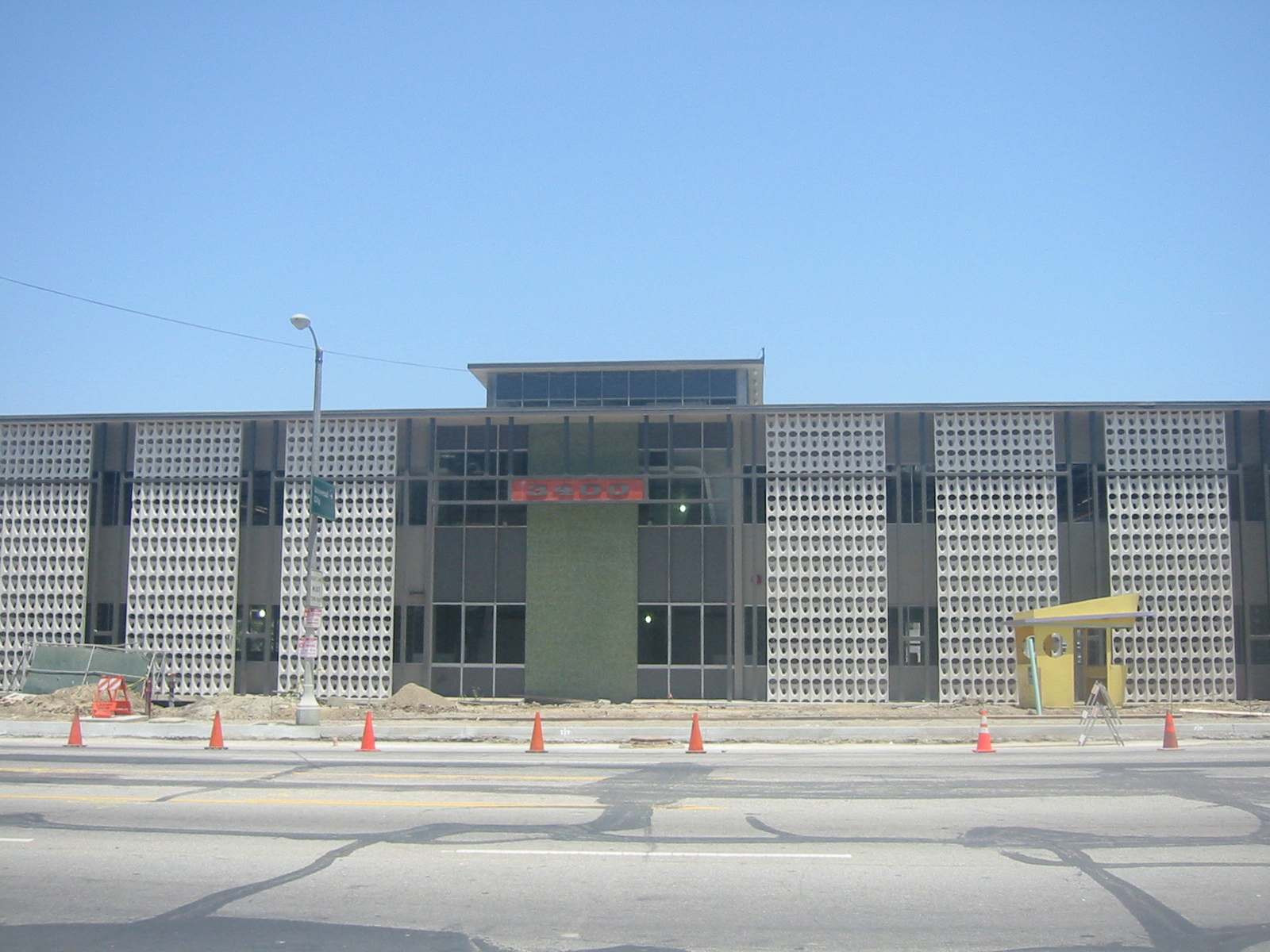
Les studios d'Hanna-Barbera Productions en 2007.

En 1979, Dupuis souhaite relancer sa filiale publicitaire, la Société d'Édition, de Presse et de Publicité. À cet effet, les responsables engagent José Dutilieu et le Néerlandais Freddy Monnickendam à la direction. En 1980, les deux hommes participent au Marché international des contenus audiovisuels et numériques de Cannes où ils sont chargés de vendre les dessins animés de TVA Dupuis. Ils prennent contact notamment avec les représentants des chaînes de télévisions américaines, qui se montrent toutefois sceptiques quant au succès que pourraient avoir ces produits européens auprès du public américain. À la même période, un représentant d'une entreprise de jouets en peluche américaine remarque, lors d'un voyage en Angleterre, une petite figurine de Schtroumpfs offerte par une marque d'essence. Il décide d'importer ces figurines aux États-Unis et de les décliner aussi en peluche. Peu après, Fred Silverman, directeur de la chaîne de télévision National Broadcasting Company, remarque que sa petite-fille est tombée folle de sa peluche schtroumpf et prend conscience qu'il y a peut-être un filon pour sa chaîne avec ces petits lutins bleus. La SEPP va signer un contrat très avantageux pour Peyo, car la chaîne doit notamment commander automatiquement 13 nouveaux épisodes chaque fois que la série est classée numéro un des audiences américaines. C'est le studio Hanna-Barbera Productions qui est choisi pour réaliser le dessin animé.
Dans le contrat, Peyo a notamment un droit de regard sur tous les scénarios de Hanna-Barbera mettant en scène Les Schtroumpfs. Pour la première réunion de travail, Peyo est invité dans les studios à Los Angeles accompagné d'Yvan Delporte, qui lui sert de traducteur. Tout de suite, Peyo met les choses au clair : il ne souhaite pas que ses personnages s'américanisent et on ne doit pas voir de chewing-gum ou de Coca-Cola dans la bouche des Schtroumpfs. Peyo va aussi mettre son veto sur le fait de différencier chaque Schtroumpf au moyen d'un costume propre. Pour les scénarios qui lui arrivent, il refuse systématiquement ceux mettant en scène l'argent, qui sont très nombreux, puisqu'il n'y a pas d'argent dans le village. Il découvre aussi l'autocensure américaine où chaque action est mûrement réfléchie de peur qu'un scandale soit instrumentalisé par une chaîne concurrente. Ainsi le Grand Schtroumpf ne peut plus se servir de philtres, de peur que cette pratique soit assimilée à de la drogue et les Schtroumpfs noirs deviennent violets par peur d'accusations de racisme. Peyo est en revanche enthousiasmé par le travail des comédiens lors du doublage qui lui semblent avoir parfaitement saisi les personnages.
Le premier épisode est diffusé le 12 septembre 1981 sur NBC et les résultats dépassent les espérances. Les Schtroumpfs vont rapidement devenir numéro un du samedi matin, atteignant jusqu'à 42 % d'audience. Cela signe le plus grand succès de la chaîne depuis vingt ans pour un programme destiné aux enfants, alors que jusque là elle était dépassée par toutes ses concurrentes. Seul Bugs Bunny en son temps a eu une audience égale à celle des Schtroumpfs. Le succès permet à la chaîne de vendre le dessin animé dans 47 pays, dont la Belgique et la France, où la série arrive un an après sa diffusion outre-Atlantique. De son côté, Peyo est submergé par la méthode de travail des studios américains, ses corrections sur les scénarios ne sont pratiquement plus prises en compte, car le temps que le studio reçoive le manuscrit corrigé, l'épisode est pratiquement terminé. De plus, Les Schtroumpfs qui vont s'imposer graphiquement dans le marchandisage sont ceux des studios Hanna-Barbera et non plus ceux de Peyo.
Les rapports entre les studios Hanna-Barbera et Peyo vont se tendre de plus en plus au fil des mois. La confiance va se rompre définitivement après un épisode écrit pour lutter contre la drogue dans lequel les scénaristes introduisent une sphère lumineuse qui entraîne une dépendance. Peyo va refuser catégoriquement cet épisode, mais NBC passe outre et le diffuse afin de participer à la campagne de lutte contre la drogue de Nancy Reagan. Cet épisode permet néanmoins à Peyo de recevoir des prix de divers organismes de défense des droits de l'enfant, dont l'un des mains du président des États-Unis, Ronald Reagan. Après cet épisode, Peyo refuse par principe tous les scénarios d'Hanna-Barbera et le studio se retrouve bloqué et risque un procès intenté par la NBC. Il faut une intervention d'Yvan Delporte, avec qui pourtant Peyo s'était brouillé depuis quelques mois, pour que la production puisse reprendre. Peyo est aussi obligé de créer pour chaque nouvelle saison des personnages supplémentaires. Pour rester dans l'esprit de la série, il introduit tout naturellement Johan et Pirlouit. Cependant, les studios vont pousser d'autres scénaristes à de nouvelles créations comme la sorcière Hogatha qui énerve Peyo, puis des elfes nommés Pixies (en français: Elfes des chatons de saule) refusés catégoriquement par Peyo de peur qu'ils ne s'en servent pour une série dérivée. Joe Barbera va ensuite longtemps insister pour qu'un chien soit introduit chez les Schtroumpfs. Après avoir longtemps refusé, Peyo cède pour un chien normal et pas un chien bleu. Lors de la dernière saison, Peyo, par lassitude, laisse tout passer et notamment l'idée des scénaristes d'envoyer les Schtroumpfs autour du Monde. Au terme de huit ans, NBC souhaite renouveler la programmation du samedi matin et la série s'interrompt après la création de 250 épisodes.
En France, un film V'la les Schtroumpfs sort au cinéma, mais il s'agit d'un remontage de trois épisodes inédits conçu pour surfer sur le succès de la série animée. Malgré un maigre succès, Claude Berda, qui a eu l'initiative de cette expérience, souhaite renouveler l'expérience et sortir pour Noël 1984 l'épisode Bébé Schtroumpf, inédit en Europe, rallongé avec des passages d'autres d'épisodes. Pour le promouvoir, Peyo accepte de produire un album inédit intitulé Le Bébé Schtroumpf. Mais sa santé extrêmement fragile, son diabète qui le fait parfois tomber en syncope et son moral à la limite de la dépression l'obligent une fois de plus à faire appel à François Walthéry et à Marc Wasterlain, qui produisent les 20 planches de l'histoire en six jours. Cet album, complété par des histoires inédites publiées quelques années auparavant dans Spirou est un grand succès, malgré la qualité médiocre de l'histoire. Après cette histoire, Peyo quitte la maison où il vit depuis des dizaines d'années et s'installe en Suisse pour des raisons fiscales. En 1985, il emménage avec sa femme dans un grand appartement à Lausanne et, dans le même temps, il crée un grand studio dans un immeuble voisin. Peyo ne vit plus que pour son travail. Heureusement, il est rejoint par son fils Thierry qui l'aide à diriger le studio. Sa fille Véronique, restée à Bruxelles, fonde une société pour s'occuper de la gestion des droits des Schtroumpfs. Cette réorganisation des tâches au sein de la famille va permettre à Peyo de déléguer un peu.

### Fin de carrière (1985-1992)

#### L'adieu à Dupuis (1985-1988)
Au milieu des années 1980, les éditions Dupuis sont vendues après un feuilleton qui a fait les choux gras de la presse. Cette vente déclenche une vague de départs chez les auteurs historiques de la maison. Peyo est tenté de faire la même chose que certains de ses confrères, mais son contrat stipule qu'il doit livrer un album aux nouveaux propriétaires de Dupuis. Il recommence la même recette que pour le précédent album en couplant la sortie de l'album avec la sortie au cinéma d'un recueil d'épisodes du dessin animé d'Hanna-Barbera Productions. Le scénario de cette histoire s'appuie sur l'apparition de nouveaux personnages, en l'occurrence des Schtroumpfs qui ont rajeuni, et s'intitule Les P'tits Schtroumpfs. L'album est complété par l'histoire Le Schtroumpf robot, qui est la dernière publiée dans Spirou et qui est une reprise de l'histoire publicitaire avec Benco parue à la fin des années 1970. Le personnage de Benco est tout simplement remplacé par un robot, mais des dessins sont repris, ainsi que le découpage des planches. Avec cet album un peu terne, Peyo quitte Dupuis après presque 35 ans de collaboration. C'est la maison d'édition qu'il a créée, Cartoon Creation, et qu'il cogère avec son fils, qui publie désormais ses œuvres. En octobre 1988, une fête est organisée sur la Grand-Place de Bruxelles pour les trente ans des Schtroumpfs. Peyo est aux anges, car jamais il n'y avait eu autant de monde sur la Grand-Place.

#### Une nouvelle aventure: le journalSchtroumpf!(1988-1989)
Libéré de son engagement envers Dupuis, Peyo ressort des cartons un vieux projet de périodique de bande dessinée sur les Schtroumpfs. Ce journal est destiné aux très jeunes lecteurs qui ont connu Les Schtroumpfs à travers les dessins animés. Aux côtés de Daniel Desorgher, toujours présent, mais qui a désormais sa propre série à animer, sont recrutés plusieurs dessinateurs : Jean-Luc Van de Walle, José Grandmont, Philippe Delzenne, Alain Maury ou encore Bernard Swysen. Malgré l'augmentation des effectifs de son studio, Peyo tente de maintenir un certain esprit familial comme à l'époque où son studio était à son domicile à Bruxelles. Sa méthode d'apprentissage a changé avec l'âge puisqu'il apporte des corrections graphiques alors qu'il se contentait, auparavant, de signifier à ses collaborateurs que ça n'allait pas sans rien modifier ni expliquer. L'histoire qui doit accompagner le no 1 du journal s'intitule L'Aéroschtroumpf et c'est Bernard Swysen qui est chargé d'épauler le maître sur les huit planches que compte l'histoire.
Le no 1 du journal Schtroumpf ! sort en octobre 1989. En plus de L'Aéroschtroumpf, il a au sommaire un conte de Michel Leloup et Michel Matagne, plusieurs planches ludiques et éducatives et un bricolage à découper et à monter. La critique que reçoit le journal est dans l'ensemble négative. De plus, celui-ci paraît alors qu'une crise touche les journaux de bande dessinée qui sont désormais définitivement détrônés par les albums. Si le premier numéro s'écoule à 75 000 exemplaires, les ventes ne feront que baisser au fil des mois et après un an, les ventes stagnent à 10-12 000 exemplaires. C'est trop faible pour être rentable et l'aventure est abandonnée.

#### Retour à sa table à dessin (1989-1992)

Logo de Big Bang Schtroumpf, nommé depuis 2007 Walygator Parc.

Après l'échec du journal Schtroumpf !, un parc d'attractions sur le thème des Schtroumpfs est construit à Metz à l'instigation de la société Sorepark. Son nom est Big Bang Schtroumpf, mais l'entreprise ferme rapidement ses portes pour cause de mauvaise gestion avant d'être rachetée par Walibi. Du côté de la bande dessinée, le contenu publié dans l'éphémère journal est réuni pour faire deux albums aux éditions Cartoon Creation, mais Peyo et sa famille n'ont aucune expérience dans les métiers de l'édition et l'affaire prend l'eau rapidement à la suite de problèmes de distribution et de gestion des stocks.
Après cette mésaventure, Peyo a une sérieuse discussion avec son fils, qui lui demande de ne s'occuper que du côté artistique et de laisser sa famille gérer les affaires. Il est permis de penser que les soucis causés par ces divers échecs ont eu un effet sur la santé, devenue précaire, de Peyo.
Les Culliford doivent trouver une nouvelle maison d'édition. Après avoir rencontré la plupart des grands éditeurs de bande dessinée, ils signent un accord avec Le Lombard. Le contrat exige que Peyo livre quatre albums des Schtroumpfs, trois de Johan et Pirlouit et deux de Benoît Brisefer. De plus, les albums des Schtroumpfs doivent être des histoires de 44 planches et non plus des recueils d'histoires pour les tout-petits. Peyo en profite pour ressortir une idée qu'il a depuis longtemps en tête, qui est d'introduire l'argent dans le village des Schtroumpfs, avec tous les problèmes de jalousie que cela entraîne. Le scénario est écrit avec son fils Thierry et le dessin est assuré par Alain Maury et Luc Parthoens à rythme soutenu, car l'album doit être livré en moins de trois mois et Peyo a du mal à suivre le rythme à cause de ses ennuis médicaux.
L'album Le Schtroumpf financier sort dans les temps en novembre 1992. La presse est positive et célèbre le retour des Schtroumpfs dans une grande histoire. L'éditeur organise plusieurs manifestations pour célébrer l'événement et Peyo tente tant bien que mal d'y faire bonne figure malgré son extrême fatigue. Il participe aussi à une émission de télévision, mais le ton sinistre de Peyo fait craindre le pire à ses amis. Il a énormément maigri et est persuadé d'avoir un cancer.
Une visite chez le médecin l'avant-veille de Noël lui fait croire que ce n'est qu'un problème de thyroïde et, rassuré, Peyo souhaite se lancer dans de nouveaux projets. Mais il meurt le lendemain, le 24 décembre 1992, d'une crise cardiaque, dans sa 65e année.

### Après le décès de Peyo
Ses enfants continuent de gérer les structures et l'œuvre qu'il a créées. Pour commencer, ils poursuivent le contrat avec Le Lombard et publient les albums demandés des Schtroumpfs, de Johan et Pirlouit et de Benoît Brisefer. Ils récupèrent quelques notes de Peyo pour écrire avec Yvan Delporte le scénario de l'histoire[réf. nécessaire] La Horde du corbeau de Johan et Pirlouit, le premier album post-Peyo, plutôt bien accueilli par la presse. Trois autres albums de Johan et Pirlouit suivent jusqu'en 2001. Pour ce qui est des Schtroumpfs, l'album qui suit la mort de Peyo est inspiré d'une idée de celui-ci et parodie le monde médical[réf. nécessaire].
Depuis sa mort, seule la signature de Peyo apparaît sur la couverture de chaque album de ses personnages.
Comme avec Walt Disney, le nom de Peyo est devenu une marque.
La localité de Genval (commune de Rixensart, Belgique) a inauguré le 25 juin 2015 un rond-point Peyo situé rue de Rosières.

## Réception

### Récompenses et distinctions
- 1973 :  prix Saint-Michel du meilleur scénario humoristique pour Schtroumpf vert et Vert Schtroumpf (Les Schtroumpfs), avec Yvan Delporte ;
- 1984 :  Alfred Enfant pour Les Schtroumpfs olympiques (Les Schtroumpfs)[136] ;
- 1990 :  Prix Crayon d'Or de Bruxelles[137], décerné par la CANAB (Cercle des amis du neuvième art de Bruxelles).

## Œuvres

### Périodiques

#### Historique de publication dans les revues

##### Dans les quotidiens
Peyo commence sa carrière en publiant pour des quotidiens belges. Tout d'abord, de 1947 à 1949, trois histoires de Johan dans La Dernière Heure. Ensuite, de 1950 à 1952, trois histoires de Johan dans Le Soir. Dans ce même quotidien, il publie deux cent quarante demi-planches de la série Poussy.

##### DansSpirou
C'est dans le no 752, en 1952, qu'une œuvre de Peyo est publiée pour la première fois dans le journal Spirou avec une histoire de Johan et Pirlouit. Après cette série, vont suivre douze autres histoires jusqu'en 1970, avec une sérieuse baisse du rythme de parution à partir de 1962. Six histoires courtes de cette série vont aussi être publiées, dont certaines sont reprises du journal Risque-Tout.
La série Les Schtroumpfs a été publiée pour la première fois dans le no 1107 en 1959 sous forme de mini-récit. Cinq autres mini-récits vont suivre, puis à partir de 1963, les histoires vont intégrer les pages régulières du journal avec des histoires longues de plus de quarante planches et des histoires courtes d'une vingtaine de planches. La série est publiée de manière irrégulière jusqu'en 1988.
À partir du no 1183 en 1960, la série Benoît Brisefer est publiée dans Spirou. Sept histoires à suivre vont paraître de manière très irrégulière jusqu'en 1978. La série Poussy est publiée à partir du no 1438 en 1965, il s'agit de republication de gags parus quelques années auparavant dans Le Soir, puis des inédits jusqu'en 1977. Trois histoires de Jacky et Célestin paraissent de 1978 à 1979 repris du Soir Illustré et trois courtes histoires de Pierrot et la Lampe sont publiées de 1965 à 1966, publiées auparavant dans Bonux Boy.

##### Autres périodiques
En 1948, Peyo publie une série intitulée Pied-Tendre le petit indien dans le journal scout Mowgli. Entre 1955 à 1956, sont publiées dans Risque-Tout quatre courtes histoires de Johan et Pirlouit. Dans le magazine publicitaire Bonux Boy, trois courtes histoires de Pierrot et la Lampe paraissent en 1960. De 1989 à 1992, la série Les Schtroumpfs paraît dans son propre journal Schtroumpf ! avec quelques histoires courtes.

#### Liste des histoires à suivre publiées dans les revues
| Série             | Titre                        | Début   | Fin     |
| ----------------- | ---------------------------- | ------- | ------- |
| Johan et Pirlouit | Johan                        | no 752  | no 794  |
| Johan et Pirlouit | Le Maître de Roucybeuf       | no 804  | no 831  |
| Johan et Pirlouit | Le Lutin du Bois aux Roches  | no 845  | no 858  |
| Johan et Pirlouit | La Pierre de Lune            | no 891  | no 912  |
| Johan et Pirlouit | Le Serment des Vikings       | no 920  | no 941  |
| Johan et Pirlouit | La Source des dieux          | no 951  | no 971  |
| Johan et Pirlouit | La Flèche noire              | no 977  | no 998  |
| Johan et Pirlouit | Le Sire de Montrésor         | no 1004 | no 1044 |
| Johan et Pirlouit | La Flûte à six trous         | no 1047 | no 1086 |
| Johan et Pirlouit | La Guerre des sept fontaines | no 1094 | no 1139 |
| Johan et Pirlouit | L'Anneau des Castellac       | no 1167 | no 1201 |
| Benoît Brisefer   | Les Taxis rouges             | no 1183 | no 1224 |
| Johan et Pirlouit | Le Pays maudit               | no 1235 | no 1276 |
| Benoît Brisefer   | Madame Adolphine             | no 1292 | no 1326 |
| Les Schtroumpfs   | Les Schtroumpfs noirs        | no 1339 | no 1351 |

| Série             | Titre                                 | Début   | Fin     |
| ----------------- | ------------------------------------- | ------- | ------- |
| Les Schtroumpfs   | Le Schtroumpfissime                   | no 1378 | no 1414 |
| Les Schtroumpfs   | L'Œuf et les Schtroumpfs              | no 1447 | no 1456 |
| Les Schtroumpfs   | La Schtroumpfette                     | no 1459 | no 1484 |
| Benoît Brisefer   | Les Douze Travaux de Benoît Brisefer  | no 1459 | no 1517 |
| Les Schtroumpfs   | La Faim des Schtroumpfs               | no 1496 | no 1500 |
| Les Schtroumpfs   | Le Faux Schtroumpf                    | no 1525 | no 1530 |
| Johan et Pirlouit | Le Sortilège de Maltrochu             | no 1548 | no 1571 |
| Benoît Brisefer   | Tonton Placide                        | no 1555 | no 1584 |
| Les Schtroumpfs   | Les Schtroumpfs et le Cracoucass      | no 1579 | no 1598 |
| Les Schtroumpfs   | Un Schtroumpf pas comme les autres    | no 1604 | no 1611 |
| Les Schtroumpfs   | Le Cosmoschtroumpf                    | no 1627 | no 1639 |
| Les Schtroumpfs   | Le Schtroumpfeur de pluie             | no 1652 | no 1660 |
| Johan et Pirlouit | Le Sortilège de Maltrochu (2e partie) | no 1641 | no 1661 |
| Benoît Brisefer   | Le Cirque Bodoni                      | no 1647 | no 1675 |
| Les Schtroumpfs   | L'Apprenti Schtroumpf                 | no 1706 | no 1719 |

| Série             | Titre                                | Début   | Fin     |
| ----------------- | ------------------------------------ | ------- | ------- |
| Les Schtroumpfs   | Schtroumpf vert et Vert Schtroumpf   | no 1808 | no 1836 |
| Benoît Brisefer   | Lady d'Olphine                       | no 1771 | no 1795 |
| Les Schtroumpfs   | La Soupe aux Schtroumpfs             | no 2000 | no 2021 |
| Benoît Brisefer   | Benoît et Benco                      | no 2084 | no 2095 |
| Benoît Brisefer   | Le Fétiche                           | no 2096 | no 2109 |
| Jacky et Célestin | Vous êtes trop bon !                 | no 2112 | no 2123 |
| Jacky et Célestin | Casse-tête chinois                   | no 2139 | no 2150 |
| Les Schtroumpfs   | Benco et les Schtroumpfs             | no 2192 | no 2198 |
| Les Schtroumpfs   | Les Schtroumpfs olympiques           | no 2199 | no 2205 |
| Les Schtroumpfs   | Benco et les Schtroumpfs (2e partie) | no 2217 | no 2223 |
| Les Schtroumpfs   | Le Jardin des Schtroumpfs            | no 2328 | no 2329 |
| Les Schtroumpfs   | Bon anniverschtroumpf                | no 2331 | no 2332 |
| Les Schtroumpfs   | Les Schtroumpfs et le grand lapin    | no 2334 | no 2335 |
| Les Schtroumpfs   | Les P'tits Schtroumpfs               | no 2595 | no 2600 |
| Les Schtroumpfs   | Le Schtroumpf robot                  | no 2607 | no 2610 |

### Albums

#### Historique de publication en album
Le premier album de Peyo sort en 1954, il s'agit de l'édition de la première histoire de Johan et Pirlouit parue auparavant dans Spirou. Par la suite, chaque grande histoire de la série va être publiée sous forme d'album environ un an après la parution dans Spirou. Le premier album des Schtroumpfs paraît en 1963 et va être suivi par quinze autres albums qui recueillent les histoires parues dans Spirou, pour des commandes publicitaires ou dans l'éphémère journal Schtroumpf !. Le dernier paraît en 1992. De 1960 à 1978, sept albums de Benoît Brisefer sont publiés, il s'agit de reprises d'histoires parues dans Spirou. Les gags de Poussy sont publiés dans trois albums de 1976 à 1977. La série Jacky et Célestin est publiée dans quatre albums de la collection Péchés de jeunesse.

#### Liste des premières éditions de la série régulière
Benoît Brisefer
- 1. Les Taxis rouges, Dupuis, 1962
Scénario et dessin : Peyo -  (ISBN 2-8001-0025-7)
- 2. Madame Adolphine, Dupuis, 1965
Scénario et dessin : Peyo - Couleurs : Will -  (ISBN 2-8001-0026-5)
- 3. Les Douze Travaux de Benoît Brisefer, Dupuis, 1968
Scénario : Yvan Delporte - Dessin : François Walthéry et Peyo
- 4. Tonton Placide, Dupuis, 1969
Scénario : Gos - Dessin : François Walthéry et Peyo
- 5. Le Cirque Bodoni, Dupuis, 1971
Scénario : Gos et Peyo - Dessin : François Walthéry -  (ISBN 2-8001-0029-X)
- 6. Lady d'Olphine, Dupuis, 1973
Scénario : Yvan Delporte et Peyo - Dessin : François Walthéry
- 7. Le Fétiche, Dupuis, 1978
Scénario : Albert Blesteau et Peyo - Dessin : Albert Blesteau -  (ISBN 2-8001-0606-9)

Jacky et Célestin
- 1. Vous êtes trop bon !, Dupuis, Péchés de jeunesse, 1980
Scénario : Vicq et Peyo - Dessin : François Walthéry -  (ISBN 2-8001-0683-2)
- 2. Casse-tête chinois, Dupuis, Péchés de jeunesse, 1982
Scénario : Derib,Gos et Peyo - Dessin : François Walthéry -  (ISBN 2-8001-0797-9)
- 3. Le Chinois est rancunier, Dupuis, Péchés de jeunesse, 1983
Scénario : Gos et Peyo - Dessin : François Walthéry -  (ISBN 2-8001-0980-7)
- 4. Sur la piste du Scorpion, Dupuis, Péchés de jeunesse, 1985
Scénario : Peyo - Dessin : François Walthéry -  (ISBN 2-8001-1166-6)

Johan et Pirlouit
- 1. Le Châtiment de Basenhau, Dupuis, 1954
Scénario et dessin : Peyo
- 2. Le Maître de Roucybeuf, Dupuis, 1954
Scénario et dessin : Peyo
- 3. Le Lutin du Bois aux Roches, Dupuis, 1955
Scénario et dessin : Peyo
- 4. La Pierre de Lune, Dupuis, 1956
Scénario et dessin : Peyo
- 5. Le Serment des Vikings, Dupuis, 1957
Scénario et dessin : Peyo
- 6. La Source des dieux, Dupuis, 1958
Scénario et dessin : Peyo
- 7. La Flèche noire, Dupuis, 1959
Scénario et dessin : Peyo
- 8. Le Sire de Montrésor, Dupuis, 1960
Scénario et dessin : Peyo
- 9. La Flûte à six schtroumpfs, Dupuis, 1960
Scénario et dessin : Peyo
- 10. La Guerre des sept fontaines, Dupuis, 1961
Scénario et dessin : Peyo
- 11. L'Anneau des Castellac, Dupuis, 1962
Scénario et dessin : Peyo
- 12. Le Pays maudit, Dupuis, 1964
Scénario et dessin : Peyo
- 13. Le Sortilège de Maltrochu, Dupuis, 1970
Scénario et dessin : Peyo

La Légende de la montagne à beurre
- La Légende de la montagne à beurre, Unicoolait, 1963
Scénario et dessin : Peyo

Modeste et Pompon
- 3. Tout plein de gags, Dargaud, 1973
Scénario : André Franquin, René Goscinny, Greg, Peyo et Tibet - Dessin : André Franquin

Natacha
- 15. La Ceinture de Cherchemidi, Marsu Productions, 1992
Scénario : Peyo - Dessin : François Walthéry - Couleurs : Cerise -  (ISBN 2-908462-43-5)
- 19. La Mer de rochers, Marsu Productions, 2004
Scénario : Peyo - Dessin : François Walthéry - Couleurs : Cerise -  (ISBN 2-912536-02-2)

Pierrot et la Lampe
- Pierrot et la lampe, Cartoon Creation, 1991
Scénario et dessin : Peyo -  (ISBN 2-87345-022-3)

Poussy
- 0. Poussy, Dupuis, Gag de Poche, 1965
Scénario et dessin : Peyo
- 1. Ça, c'est Poussy, Dupuis, 1976
Scénario et dessin : Peyo -  (ISBN 2-8001-0496-1)
- 2. Faut pas Poussy, Dupuis, 1977
Scénario et dessin : Peyo -  (ISBN 2-8001-0521-6)
- 3. Poussy Poussa, Dupuis, 1977
Scénario et dessin : Peyo - Couleurs : Lucien De Gieter -  (ISBN 2-8001-0542-9)

Les Schtroumpfs
- 1. Les Schtroumpfs noirs, Dupuis, 1963
Scénario : Peyo et Yvan Delporte - Dessin : Peyo -  (ISBN 2-8001-0108-3)
- 2. Le Schtroumpfissime, Dupuis, 1965
Scénario : Peyo et Yvan Delporte - Dessin : Peyo -  (ISBN 2-8001-0109-1)
- 3. La Schtroumpfette, Dupuis, 1967
Scénario : Peyo et Yvan Delporte - Dessin : Peyo -  (ISBN 2-8001-0110-5)
- 4. L'Œuf et les Schtroumpfs, Dupuis, 1968
Scénario : Peyo et Yvan Delporte - Dessin : Peyo
- 5. Les Schtroumpfs et le Cracoucass, Dupuis, 1969
Scénario et dessin : Peyo et Gos
- 6. Le Cosmoschtroumpf, Dupuis, 1970
Scénario : Peyo, Gos et Yvan Delporte - Dessin : Peyo
- 7. L'Apprenti Schtroumpf, Dupuis, 1971
Scénario et dessin : Peyo -  (ISBN 2-8001-0114-8)
- 8. Histoires de Schtroumpfs, Dupuis, 1972
Scénario : Yvan Delporte - Dessin : Peyo
- 9. Schtroumpf vert et Vert Schtroumpf, Dupuis, 1973
Scénario : Peyo et Yvan Delporte - Dessin : Peyo -  (ISBN 2-8001-0324-8)
- 10. La Soupe aux Schtroumpfs, Dupuis, 1976
Scénario : Peyo et Yvan Delporte - Dessin : Peyo -  (ISBN 2-8001-0510-0)
- 11. Les Schtroumpfs olympiques, Dupuis, 1983
Scénario et dessin : Peyo -  (ISBN 2-8001-0769-3)
- 12. Le Bébé Schtroumpf, Dupuis, 1984
Scénario et dessin : Peyo -  (ISBN 2-8001-1148-8)
- 13. Les P'tits Schtroumpfs, Dupuis, 1988
Scénario et dessin : Peyo -  (ISBN 2-8001-1569-6)
- 14. L'Aéroschtroumpf, Cartoon Creation, 1990
Scénario et dessin : Peyo -  (ISBN 2-87345-000-2)
- 15. L'Étrange Réveil du Schtroumpf paresseux, Cartoon Creation, 1991
Scénario et dessin : Peyo -  (ISBN 2-87345-024-X)
- 16. Le Schtroumpf financier, Le Lombard, 1993
Scénario : Thierry Culliford et Peyo - Dessin : Peyo, Luc Parthoens, Alain Maury -  (ISBN 2-8036-1017-5)